# San Francisco, San Juan del Río
San Francisco är en ort i Mexiko.   Den ligger i kommunen San Juan del Río och delstaten Querétaro Arteaga, i den centrala delen av landet, 150 km nordväst om huvudstaden Mexico City. San Francisco ligger 1 907 meter över havet och antalet invånare är 145.
Terrängen runt San Francisco är platt åt sydväst, men åt nordost är den kuperad. Runt San Francisco är det ganska tätbefolkat, med 230 invånare per kvadratkilometer. Närmaste större samhälle är San Juan del Río, 9,3 km söder om San Francisco. Trakten runt San Francisco består till största delen av jordbruksmark.